# Опора (статика)
Опора воспринимает внешние силы и/или моменты. В статике различают три типа опор по степени свободы: подвижную, неподвижную и защемлённую.

## Неподвижная опора

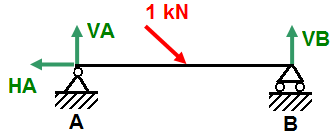
Балка на двух опорах. Слева неподвижная, справа подвижная опора

Неподвижная (шарнирная) опора держит элемент по трём степеням свободы. Моменты не передаются.
Как видно на изображении, в неподвижной опоре могут возникать горизонтальные и вертикальные силы реакции опоры.

## Подвижная опора
Подвижная опора держит элемент по одной или двум степеням свободы, то есть, позволяет перемещение по одному/двум направлениям. Моменты не передаются. В подвижной опоре могут возникать только вертикальные силы опоры.
Мосты часто упираются на одну подвижную и одну неподвижнную опору. Тем самым может восприниматься тепловое удлинение без появления внутренних напряжений.

## Защемление

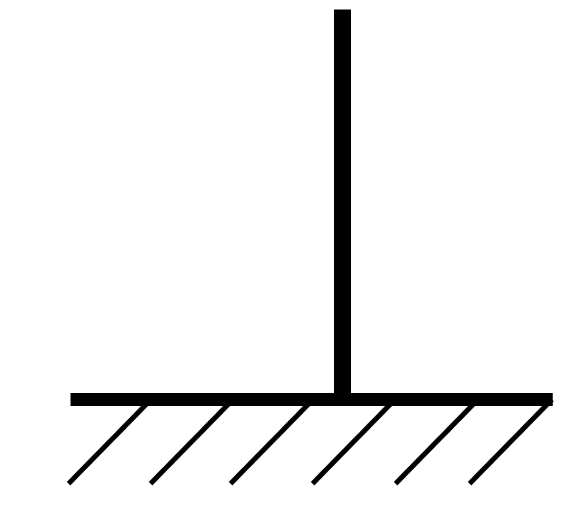
Символ защемления

Защемление (заделка) препятствует движению по всем направлениям (включая вращение). В такой опоре передаются горизонтальные и вертикальные силы и моменты.